# ヴィレッジ・グリーン・プリザヴェイション・ソサエティ
『ヴィレッジ・グリーン・プリザヴェイション・ソサエティ』(英語: The Kinks are the Village Green Preservation Society)は、1968年にリリースされたキンクスのアルバム。
バンドのリーダーでありソングライターであるレイ・デイヴィスは、イギリスの田舎生活と古き良き時代に対する敬意を表したコンセプト・アルバムとして本作を創り上げた。レイは、ヒット・シングル志向からより個人的でノスタルジックな方向へと作風を変え、レコーディングに2年を費やした。1968年の夏から始められたレコーディング・セッションは、当初レイのソロ・アルバムおよび「ヴィレッジ・グリーン」のステージ・ショーへの使用を考えられていたため、キンクスの持つイメージやスタイルとは大きく異なる物であった。
発表時はサイケデリックブーム真っ只中とあって、ある意味では正反対の方向を志向した本作は、商業的に苦戦することとなる。
1968年の夏に、バンドは20曲入りの2枚組アルバムとして本作をリリースしようとしたが、パイ・レコードに拒絶された。レイは、リリースの直前までアルバムに手を入れ続け、収録曲を変更するため12曲入りの初期リリース・ヴァージョンの生産を停止させた。現在、12曲入りのアルバムはコレクターズ・アイテムとなっている。
『ローリング・ストーン誌が選ぶオールタイム・ベストアルバム500』に於いて、258位にランクイン。

## 曲目
全収録曲をレイ・デイヴィスが作詞作曲。
1. ヴィレッジ・グリーン・プリザヴェイション・ソサエティ - The Village Green Preservation Society 2:45
2. ウォルターを覚えているかい - Do You Remember Walter? (Davies) 2:23
3. 絵本 - Picture Book 2:34
4. ジョニー・サンダー - Johnny Thunder 2:28
5. 蒸気機関車の最後 - Last of the Steam-Powered Trains 4:03
6. ビッグ・スカイ - Big Sky 2:49
7. 川辺にすわって - Sitting by the Riverside 2:21
8. アニマル・ファーム - Animal Farm 2:57
9. ヴィレッジ・グリーン - Village Green 2:08
10. スターストラック - Starstruck 2:18
11. フェノメナル・キャット - Phenomenal Cat 2:34
12. 友人全員 - All of My Friends Were There 2:23
13. いたずらなアナベラ - Wicked Annabella 2:40
14. モニカ - Monica 2:13
15. 写しあった写真 - People Take Pictures of Each Other 2:10

ボーナス・トラック
1. ヴィレッジ・グリーン・プリザヴェイション・ソサエティ - The Village Green Preservation Society 2:45
2. ウォルターを覚えているかい - Do You Remember Walter? 2:24
3. 絵本 - Picture Book 2:35
4. ジョニー・サンダー - Johnny Thunder 2:30
5. モニカ - Monica 2:12
6. デイズ - Days 2:53
7. ヴィレッジ・グリーン - Village Green 2:08
8. ミスター・ソングバード - Mr. Songbird 2:24
9. いたずらなアナベラ - Wicked Annabella 2:40
10. スターストラック - Starstruck 2:19
11. フェノメナル・キャット - Phenomenal Cat 2:35
12. 写しあった写真 - People Take Pictures of Each Other 2:24
13. デイズ - Days 2:53
  - ボーナス・トラックの1 - 12は当初発売予定であったステレオ・ヴァージョン

## スペシャル・デラックス・エディション
2004年にキンクスのデビュー40周年を記念して3枚組のスペシャル・デラックス・エディションがリリースされた。本作は前のリマスター盤を基本に、同時期の未発表音源を収録した物であり、それまで権利関係のため未CD化の『ザ・グレート・ロスト・キンクス・アルバム』のみに収録されていた曲も多数収められた。
Disc 1
1. ヴィレッジ・グリーン・プリザヴェイション・ソサエティ - The Village Green Preservation Society
2. ウォルターを覚えているかい - Do You Remember Walter?
3. 絵本 - Picture Book
4. ジョニー・サンダー  - Johnny Thunder
5. 蒸気機関車の最後 - Last of the Steam-Powered Trains
6. ビッグ・スカイ - Big Sky
7. 川辺にすわって - Sitting by the Riverside
8. アニマル・ファーム - Animal Farm
9. ヴィレッジ・グリーン - Village Green
10. スターストラック - Starstruck
11. フェノメナル・キャット - Phenomenal Cat
12. 友人全員 - All of My Friends Were There
13. いたずらなアナベラ - Wicked Annabella
14. モニカ - Monica
15. 写しあった写真 - People Take Pictures of Each Other
16. ミスター・ソングバード(フロム・12・トラック・エディション) - Mr. Songbird
17. デイズ(フロム・シングル&12・トラック・エディション) - Days
18. ウォルターを覚えているかい(オリジナル・ステレオ・ミックス・フロム・12・トラック・エディション) - Do You Remember Walter?
19. 写しあった写真(オリジナル・ステレオ・ミックス・フロム・12・トラック・エディション) - People Take Pictures of Each Other

Disc 2
1. ヴィレッジ・グリーン・プリザヴェイション・ソサエティ - The Village Green Preservation Society
2. ウォルターを覚えているかい - Do You Remember Walter?
3. 絵本 - Picture Book
4. ジョニー・サンダー - Johnny Thunder
5. 蒸気機関車の最後 - Last of the Steam-Powered Trains
6. ビッグ・スカイ - Big Sky
7. 川辺にすわって - Sitting by the Riverside
8. アニマル・ファーム - Animal Farm
9. ヴィレッジ・グリーン - Village Green
10. スターストラック - Starstruck
11. フェノメナル・キャット - Phenomenal Cat
12. 友人全員 - All of My Friends Were There
13. いたずらなアナベラ - Wicked Annabella
14. モニカ - Monica
15. 写しあった写真 - People Take Pictures of Each Other
16. デイズ - Days
17. ミスター・ソングバード - Mr. Songbird
18. ポリー - Polly
19. ワンダーボーイ - Wonderboy
20. バークリー・ミューズ - Berkley Mews
21. ヴィレッジ・グリーン(ノー・ストリングス・バージョン) - Village Green

Disc 3
1. ヴィレッジ・グリーン(オーケストラ・オーバーダブ) - Village Green
2. ミスティ・ウォーター(ステレオ) - Misty Water
3. バークリー・ミューズ(ステレオ) - Berkley Mews
4. イージー・カム、ゼア・ユー・ウェント(ステレオ) - Easy Come, There You Want
5. ポリー(ステレオ) - Polly
6. アニマル・ファーム(オルタネイト・ステレオ・ミックス) - Animal Farm
7. フェノメナル・キャット(モノ・インストゥルメンタル) - Phenomenal Cat
8. ジョニー・サンダー(ステレオ・リミックス) - Johnny Thunder
9. ディド・ユー・シー・ヒズ・ネイム  - Did You See His Name
10. ミック・エイヴォリーズ・アンダーパンツ - Mick Avory's Underpants
11. ラヴェンダー・ヒル - Lavender Hill
12. ローズマリー・ローズ - Rosemary Rose
13. ワンダーボーイ(ステレオ) - Wonderboy
14. スポッティ・グロッティ・アンナ - Spotty Grotty Anna
15. ホエア・ディド・マイ・スプリング・ゴー - Where Did My Spring Go
16. グルーヴィ・ムーヴィーズ - Groovy Movies
17. クリーピング・ジーン - Creeping Jean
18. キング・コング - King Kong
19. ミスティ・ウォーター(モノ) - Misty Water
20. ウォルターを覚えているかい(BBC・セッション・リミックス) - Do You Remember Walter?
21. アニマル・ファーム(BBC・セッション・リミックス) - Animal Farm
22. デイズ(BBC・セッション・リミックス) - Days